# Eukiefferiella coerulescens
Eukiefferiella coerulescens är en tvåvingeart som först beskrevs av Jean-Jacques Kieffer 1926.  Eukiefferiella coerulescens ingår i släktet Eukiefferiella och familjen fjädermyggor. Arten är reproducerande i Sverige. Inga underarter finns listade i Catalogue of Life.